# Михалюк Юрій Андрійович
Ю́рій Андрі́йович Михалю́к (нар. 30 травня 1964, Львів) — український спортивний журналіст, історик футболу.

## Життєпис
Закінчив Львівський державний університет імені Івана Франка, факультет журналістики.
Працював прес-аташе СКА «Карпати» (Львів) протягом 1983—1984 рр. У 1990—1994 рр. — керівник відділу інформації та преси ФК «Карпати» (Львів), редактор газети «Карпати». Протягом 1996—1999 років — завідувач відділом спорту газети «Тиждень». З 2000 року був директором футбольного клубу «Сокіл» (Золочів). З квітня 2012 року і до серпня 2018 року — керівник інформаційного центру ФК «Скала» (Стрий).
1 серпня 2018 року, після майже 25-річної перерви, повернувся до структури ФК «Карпати» і працює у ДЮФШ «Карпати».
Один з авторів альманаху «СТ „Україна“: 1911—1991» (1991), збірників «Нація та спорт» (1991), «Футбол в Україні: витоки, традиції, перспективи» (2004), автор книг «Історія львівського футболу» (1999), «Футбольний Атлас України» (2002), «Професіональний футбол України: 1996/1997 — 2000/2001» (2002), «Таємниці львівського футболу» (2004), «Львівське коріння українського футболу» (2005), «Український слід на світових Мундіалях» (2007), «Український слід на футбольному Євро» (2011); автор футбольних довідників та статей у газетах «Український футбол», «Молода Галичина», «Високий замок», «За вільну Україну», журналі «Старт» та ін.
Член оргкомітету з відзначення 110-річчя українського футболу. У липні 2004 року нагороджений відзнакою «Почесний працівник фізичної культури та спорту України».
Одружений. Разом із дружиною Ольгою виховує доньку Олю.